# Danh sách cầu thủ tham dự Giải vô địch bóng đá Nam Mỹ 1919
Đây là danh sách đội hình các đội tuyển tham dự Giải vô địch bóng đá Nam Mỹ 1919. Các đội tuyển tham gia gồm Argentina, Brasil, Chile và Uruguay. Các đội thi đấu vòng tròn một lượt, mỗi trận thắng được tính 2 điểm, hòa tính 1 điểm, thua tính 0 điểm.

## Argentina
Huấn luyện viên: Federal Technical Committee

| Số | VT | Cầu thủ    | Ngày sinh (tuổi) | Trận | Bàn | Câu lạc bộ                    |
| -- | -- | ---------- | ---------------- | ---- | --- | ----------------------------- |
| —  | TĐ | Barcos     |                  | 0    | 0   | Estudiantes                   |
| —  | TĐ | Brichetto  |                  | 0    | 0   | Boca Juniors                  |
| —  | TĐ | Calomino   |                  | 0    | 0   | Boca Juniors                  |
| —  | TĐ | Castagnola |                  | 0    | 0   | Racing Club                   |
| —  | TĐ | Cilley     |                  | 0    | 0   | San Isidro                    |
| —  | TĐ | Clarcke    |                  | 0    | 0   | Porteño                       |
| —  | TĐ | Cortella   |                  | 0    | 0   | Boca Juniors                  |
| —  | TĐ | Faivre     |                  | 0    | 0   | Gimnasia y Esgrima (Rosario)  |
| —  | TĐ | Felices    |                  | 0    | 0   | Gimnasia y Esgrima (La Plata) |
| —  | TĐ | Isola      |                  | 0    | 0   | River Plate                   |
| —  | TĐ | Izaguirre  |                  | 0    | 0   | Porteño                       |
| —  | TĐ | Laiolo     |                  | 0    | 0   | River Plate                   |
| —  | TĐ | Martín     |                  | 0    | 0   | Boca Juniors                  |
| —  | TĐ | Martínez   |                  | 0    | 0   | Huracán (Buenos Aires)        |
| —  | TĐ | Mattozzi   |                  | 0    | 0   | Estudiantil Porteño           |
| —  | TĐ | Perinetti  |                  | 0    | 0   | Racing Club                   |
| —  | TĐ | Reyes      |                  | 0    | 0   | Racing Club                   |
| —  | TĐ | Rofrano    |                  | 0    | 0   | River Plate                   |
| —  | TĐ | Sande      |                  | 0    | 0   | Porteño                       |
| —  | TĐ | Scoffano   |                  | 0    | 0   | Eureka                        |
| —  | TĐ | Uslenghi   |                  | 0    | 0   | Porteño                       |

## Brasil
Huấn luyện viên:  Haroldo Domingues

| Số | VT | Cầu thủ                     | Ngày sinh (tuổi) | Trận | Bàn | Câu lạc bộ      |
| -- | -- | --------------------------- | ---------------- | ---- | --- | --------------- |
| —  | TĐ | Amílcar                     |                  | 0    | 0   | Corinthians     |
| —  | TĐ | Arnaldo                     |                  | 0    | 0   | América         |
| —  | TĐ | Arlindo                     |                  | 0    | 0   | Santos          |
| —  | HV | Bianco                      |                  | 0    | 0   | Palestra Itália |
| —  | TĐ | Carregal                    |                  | 0    | 0   | Flamengo        |
| —  | TM | Dyonísio                    |                  | 0    | 0   | Ypiranga        |
| —  | TV | Fortes                      |                  | 0    | 0   | Fluminense0.    |
| —  | TĐ | Friedenreich                |                  | 0    | 0   | Paulistano      |
| —  | TV | Galo                        |                  | 0    | 0   | Flamengo        |
| —  | TV | Haroldo                     |                  | 0    | 0   | Santos          |
| —  | TĐ | Héitor                      |                  | 0    | 0   | Palestra Itália |
| —  | TV | Laís                        |                  | 0    | 0   | Fluminense      |
| —  | TM | Marcos Carneiro de Mendonça |                  | 0    | 0   | Fluminense      |
| —  | TV | Martins                     |                  | 0    | 0   | São Cristóvão   |
| —  | TĐ | Luiz Meneses                |                  | 0    | 0   | Botafogo        |
| —  | TĐ | Millon                      |                  | 0    | 0   | Santos          |
| —  | TĐ | Neco                        |                  | 0    | 0   | Corinthians     |
| —  | TV | Palamone                    |                  | 0    | 0   | Mckenzie        |
| —  | TV | Picagli                     |                  | 0    | 0   | Palestra Itália |
| —  | TV | Píndaro                     |                  | 0    | 0   | Flamengo        |
| —  | TV | Sérgio                      |                  | 0    | 0   | Paulistano      |

## Chile
Huấn luyện viên:  Héctor Parra

| Số | VT | Cầu thủ                              | Ngày sinh (tuổi) | Trận | Bàn | Câu lạc bộ            |
| -- | -- | ------------------------------------ | ---------------- | ---- | --- | --------------------- |
| —  | TĐ | Telésforo Báez                       |                  | 0    | 0   | Santiago Wanderers    |
| —  | TV | Héctor Baeza                         |                  | 0    | 0   | Santiago Wanderers    |
| —  | TĐ | Carlos Del Río                       |                  | 0    | 0   | Fernández Vial        |
| —  | TV | Aurelio Domínguez                    |                  | 0    | 0   | Artillero de Costa FC |
| —  | TĐ | Guillermo Frez                       |                  | 0    | 0   | La Cruz FC            |
| —  | TĐ | Alfredo Pháp                         |                  | 0    | 0   | Estrella del Mar      |
| —  | TĐ | Eufemio Fuentes                      |                  | 0    | 0   | La Cruz FC            |
| —  | HV | Francisco Gatica                     |                  | 0    | 0   | Eleuterio Ramírez FC  |
| —  | TV | Oscar González                       |                  | 0    | 0   | Artillero de Costa FC |
| —  | TM | Manuel Guerrero (Chilean footballer) |                  | 0    | 0   | La Cruz FC            |
| —  | TĐ | Horacio Muñoz                        |                  | 0    | 0   | Fernández Vial        |
| —  | HV | Ulises Poirier                       |                  | 0    | 0   | La Cruz FC            |
| —  | TĐ | Víctor Varas                         |                  | 0    | 0   | Chile                 |

## Uruguay
Huấn luyện viên:  Severino Castillo

| Số | VT | Cầu thủ                             | Ngày sinh (tuổi) | Trận | Bàn | Câu lạc bộ                |
| -- | -- | ----------------------------------- | ---------------- | ---- | --- | ------------------------- |
| —  | HV | José Benincasa                      |                  | 0    | 0   | Peñarol                   |
| —  | TM | Roberto Chery                       |                  | 0    | 0   | Peñarol                   |
| —  | TV | Juan Delgado (Uruguayan footballer) |                  | 0    | 0   | Peñarol                   |
| —  | HV | Alfredo Foglino                     |                  | 0    | 0   | Club Nacional de Football |
| —  | TĐ | Isabelino Gradín                    |                  | 0    | 0   | Peñarol                   |
| —  | TĐ | Rodolfo Marán                       |                  | 0    | 0   | Club Nacional de Football |
| —  | HV | Ricardo Medina                      |                  | 0    | 0   | Central                   |
| —  | HV | Rogelio Naguil                      |                  | 0    | 0   | Club Nacional de Football |
| —  | TV | José Pérez (Uruguayan footballer)   |                  | 0    | 0   | Peñarol                   |
| —  | TV | Omar Pérez (Uruguayan footballer)   |                  | 0    | 0   | Montevideo Wanderers      |
| —  | TĐ | Angel Romano                        |                  | 0    | 0   | Club Nacional de Football |
| —  | TM | Cayetano Saporiti                   |                  | 0    | 0   | Montevideo Wanderers      |
| —  |    | Carlos Scarone                      |                  | 0    | 0   | Club Nacional de Football |
| —  | TĐ | Héctor Scarone                      |                  | 0    | 0   | Club Nacional de Football |
| —  | TV | Pascual Somma                       |                  | 0    | 0   | Club Nacional de Football |
| —  | TV | José Vanzzino                       |                  | 0    | 0   | Club Nacional de Football |
| —  | HV | Manuel Varela                       |                  | 0    | 0   | Peñarol                   |
| —  | HV | Alfredo Zibechi                     |                  | 0    | 0   | Club Nacional de Football |